# Doris Egan
Doris Egan (1955) è una sceneggiatrice e produttrice televisiva statunitense.
Ha lavorato e ha prodotto numerosi episodi di varie serie famose serie televisive.

## Premi
- 3 nomination al Primetime Emmy per la serie televisiva Dr. House - Medical Division.
- 1 nomination all'Humanitas Prize per la serie televisiva Dr. House - Medical Division.
- 1 nomination al Writers Guild of America Award per la serie televisiva Dr. House - Medical Division.

## Filmografia

### Sceneggiatrice
- Profiler - Intuizioni mortali (Profiler) – serie TV, episodi 3x04-3x10-3x12 (1998-1999)
- So Weird - Storie incredibili (So Weird) – serie TV, episodio 2x18 (2000)
- Ultime dal cielo (Early Edition) – serie TV, 22 episodi (1999-2000)
- Dark Angel – serie TV, 4 episodi (2000-2001)
- Smallville – serie TV, episodi 1x06-1x11 (2001-2002)
- Saint Sinner, regia di Joshua Butler – film TV (2002)
- The Agency – serie TV, 4 episodi (2002-2003)
- Numb3rs – serie TV, episodio 1x05 (2005)
- Tru Calling – serie TV, episodi 1x16-2x02 (2004-2005)
- Skin – serie TV, 5 episodi (2003-2005)
- Dr. House - Medical Division (House, M.D.) – serie TV, 14 episodi (2006-2010)
- Torchwood – serie TV, episodio 4x02 (2011)
- Black Sails – serie TV, episodio 1x05 (2014)
- Reign – serie TV, 7 episodi (2013-2015)
- Mars Project, regia di Bharat Nalluri – film TV (2016)
- Krypton – serie TV, episodio 1x06 (2018)
- Swamp Thing – serie TV, episodi 1x02-1x08 (2019)
- The Good Doctor – serie TV, 4 episodi (2019-2021)
- Dirty Little Secret, regia di Linda-Lisa Hayter – film TV (2022)
- The Bad Orphan, regia di Michelle Ouellet – film TV (2024)

### Produttrice
- Dark Angel – serie TV, 9 episodi (2001)
- The Agency – serie TV, 4 episodi (2001-2002)
- Smallville – serie TV, 21 episodi (2001-2002)
- NCIS - Unità anticrimine (NCIS) – serie TV, 4 episodi (2003)
- Numb3rs – serie TV, 7 episodi (2005)
- Skin – serie TV, 5 episodi (2003-2005)
- Tru Calling – serie TV, 12 episodi (2004-2005)
- Dr. House - Medical Division (House, M.D.) – serie TV, 110 episodi (2005-2010)
- Torchwood – serie TV, episodio 4x02 (2011)
- Black Sails – serie TV, 8 episodi (2014)
- Reign – serie TV, 43 episodi (2013-2015)
- Mars Project, regia di Bharat Nalluri – film TV (2016)
- Krypton – serie TV, episodio 1x02 (2018)
- Swamp Thing – serie TV, 10 episodi (2019)
- The Good Doctor – serie TV, 40 episodi (2019-2021)